# Stavební huť
Stavební huť je kamenická a stavební dílna, která ve středověku vznikala u významné církevní (katedrála) nebo světské stavby, zejména královských hradů. Dílna byla nezávislá na cechovních organizacích. Vytvářely se z dílen u staveb klášterů, biskupských kostelů, kde se zejména cisterciáci věnovali stavebnictví. Při vstupu do huti se prováděl přísný výběr členů, kteří se mimo jiné podrobovali zkouškám z dějin kamenictví a geometrie.
Stavební huť byla přísně organizovaná. V pracovním společenství stál v čele hlavní mistr (latinsky magister operis), který řídil stavbu (zejména stavbu klenby), připravoval návrhy, kreslil půdorysy, nárysy a návrhy stavebních článků. Jeho pracoviště bylo na východní straně ohrady. Zástupcem hlavního mistra byl parléř (francouzsky parleur–mluvčí, polír), který zprostředkovával styk s ostatními pracovníky a hlavním mistrem. Mezi další členy stavební huti patřili vedoucí skupiny nebo úseku stavby, mladí mistři, kteří byli pověřováni zvláštními úkoly. Každý vyučený tovaryš nebo přijatý kameník obdržel kamenickou značku, která byla zanesena do knihy stavební huti. Mimo kameníky byl zde hutní kovář a tesař s pomocníky, někdy malíři, písaři ap. Někteří kameníci byli specialisté na výrobu soch a figurálních skulptur.
Stavební huť mimo vlastní vytváření stavebních prací, výrobu soch a sousoší byla i technickým a uměleckým učilištěm. Pod vedením parléřů se učni a tovaryši zdokonalovali v technických znalostech a osvojovali si sochařské dovednosti.
Některé huti měly výsadu vlastního soudnictví (obdoba soudní pravomoci univerzit) a řídily se vlastním správním řádem.
Stavební hutě vznikaly ve 13. století a vrcholné podoby zaujímaly do 14. století. Jejich význam klesal od 16. století s klesajícími zakázkami na velké stavby. Přísně tajené a do té doby pouze ústně předávané technologické znalosti a zkušenosti se stávaly obecnými. Městské cechy se postupně zlepšovaly ve výrobě a dělbě práce.
Stavební huti ojediněle přežívaly až do konce 19. století. Slovní výraz přetrvává v dalších staletích jako označení pro pracoviště.